# Музај
Музај или Мусај (грч. Μουσαῖος) је у грчкој митологији био певач са којим је у Грчкој отпочело поетско стваралаштво надахнуто музама. Његово име и има значење „од муза“.

## Митологија
Музаја је поменуло неколико аутора, међу којима и Диодор, Аполодор, Паусанија и Вергилије у „Енејиди“. Живео је десет генерација пре Хомера. Отац му је био Орфеј, Антифем или Еумолп, а мајка богиња Селена или Хелена. Према неким причама, он је пореклом био Трачанин, али се сви слажу да је стварао на Брежуљку Муза у Атини, где је и живео. Обучавали су га музе и бог Аполон, мада се као његов учитељ помињао и његов отац Орфеј, кога је имитирао. Од Бореје је добио крила и могао је да лети. Приписивало му се да је био и пророк и његова пророчанства је сакупио Ономакрит. Био је и свештеник у Елеусини и када је Херакле добио најтежи, последњи задатак да доведе пса Кербера из Тартара, те претходно желео да присуствује елеусинским мистеријама, Музај га је увео. Аристотел је писао да му је супруга била Дејока, док је Хермесијанакс, а што је пренео Атенеј, тврдио да му је Антиопа била супруга или љубавница. Такође му је приписиван и син Еумолп. Његов гроб је био на Фалеру или, према Паусанији, на Пиреју, месту Мусејон, које је добило назив по овом певачу.
Музеј је било име још једног певача из Тебе, сина Филамона и Тамире, који је живео знатно пре тројанског рата.